# Cratere Olesnicka
Olesnicka  è un cratere sulla superficie di Venere. È intitolato a Zofia Oleśnicka, poetessa e nobildonna polacca del XVI secolo.